# Piotr Cywiński

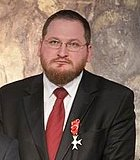
Piotr Cywiński

Piotr Mateusz Andrzej Cywiński (* 16. dubna 1972 Varšava) je historik - mediavelista, (2000–2010) předseda Klubu Katolické Inteligence ve Varšavě, ředitel Státního muzea Auschwitz-Birkenau.

## Životopis
Narodil se roku 1972 ve Varšavě. Do tří let žil v Krakově, poté až do roku 1982 ve Varšavě. Léta 1982–1993 strávil díky emigraci svého otce ve Švýcarsku a Francii.
Historii studoval na univerzitách ve Štrasburku a Lublinu. Doktorát získal v roce 2002 za práci o Svatém Brunovi z Querfurtu.
V letech 1996–2000 byl místopředsedou, a od roku 2000 do roku 2010 byl předsedou Klubu Katolické Inteligence. V roce 1999 spolupracoval při návštěvě papeže v Polsku jako vedoucí akreditace. V letech 2000–2002 byl místopředsedou festivalu "Europalia 2001 Polska", jež byl do té doby největší ukázkou polské kultury v zahraničí. Poté se stal vedoucím oddělení zahraničních projektů v Institutu Adama Mickiewicze.
Od roku 2000 je sekretářem Mezinárodní osvětimské rady, byl také jedním ze zakladatelů Mezinárodního centra vzdělávání o Auschwitz a holocaustu.
Od 1. září 2006 je ředitelem Státního muzea Auschwitz - Birkenau v Osvětimi.